# Maloukasteel
Het Maloukasteel (Frans: Château Malou) is een neoklassiek gebouw in de gemeente Sint-Lambrechts-Woluwe in Brussel, België.

## Geschiedenis
Het kasteel werd in 1776 in de neoklassieke stijl gebouwd door de rijke koopman Lambert de Lamberts. Het verving een klein jachtslot uit de 17e eeuw.
Een van de eigenaars van het kasteel, tot aan het einde van de Nederlandse periode in 1829, was de orangistische minister Pierre Louis van Gobbelschroy. Nadat België afgescheurd was van het Verenigd Koninkrijk der Nederlanden, veranderde het kasteel van eigenaar en kwam het uiteindelijk in handen van de minister van Financiën van de nieuwe Belgische regering, Jules Malou (1810-1886). Malou betrok het gebouw in 1853 en het draagt sindsdien zijn naam.
Het kasteel is nu eigendom van de gemeente Sint-Lambrechts-Woluwe en wordt voornamelijk gebruikt voor culturele activiteiten, tentoonstellingen en dergelijke.

## Locatie
Het kasteel staat in het midden van het Maloupark en kijkt uit op de vallei van de Woluwe. Er is een aangelegde tuin voor het kasteel en erachter is een klein meer met zwanen en eenden.